# Coerentismo
Na epistemologia filosófica, existem dois tipos de coerentismo: a teoria da coerência da verdade e a teoria da coerência da justificação (também conhecida como coerentismo epistêmico).
A verdade coerente está dividida entre uma abordagem antropológica, que se aplica apenas a redes localizadas (“verdadeira dentro de uma determinada amostra de uma população, dada a nossa compreensão da população”), e uma abordagem que é julgada com base em universais, como categorias conjuntos. A abordagem antropológica pertence mais propriamente à teoria correspondentista da verdade, enquanto as teorias universais são um pequeno desenvolvimento dentro da filosofia analítica.
A teoria coerentista da justificação, que pode ser interpretada como relacionada com qualquer uma das teorias da verdade coerente, caracteriza a justificação epistêmica como uma propriedade de uma crença apenas se essa crença for membro de um conjunto coerente. O que distingue o coerentismo de outras teorias da justificação é que o conjunto é o principal portador da justificação.